# Маркт-Бибарт
Маркт-Бибарт (нем. Markt Bibart) — ярмарочная община в Германии, в земле Бавария.
Подчиняется административному округу Средняя Франкония. Входит в состав района Нойштадт-ан-дер-Айш-Бад-Виндсхайм. Подчиняется управлению Шайнфельд. Население составляет 1875 человек (на 31 декабря 2010 года). Занимает площадь 30,07 км². Официальный код — 09 5 75 144.
Община подразделяется на 6 административных единиц.

## Население
По оценке на 31 декабря 2015 года население общины Маркт-Бибарт составляет 1905 чел. 

| Дата      | 1840 | 1871 | 1900 | 1925 | 1939 | 1950 | 1961 | 1970 | 1987 | 2011 |
| --------- | ---- | ---- | ---- | ---- | ---- | ---- | ---- | ---- | ---- | ---- |
| Население | 1106 | 1136 | 1098 | 1201 | 1404 | 2257 | 1675 | 1885 | 1852 | 1838 |

| Год       | 1960 | 1970 | 1980 | 1990 | 2000 | 2009 | 2010 | 2011 | 2012 | 2013 | 2014 | 2015 |
| --------- | ---- | ---- | ---- | ---- | ---- | ---- | ---- | ---- | ---- | ---- | ---- | ---- |
| Население | 1667 | 1895 | 1843 | 1906 | 1957 | 1885 | 1875 | 1837 | 1851 | 1834 | 1820 | 1905 |